# Guðni Thorlacius Jóhannesson
En aquest nom islandès, el darrer nom és un patronímic, no pas un cognom. La manera de referir-se a aquesta persona és pel nom de pila.
Guðni Thorlacius Jóhannesson (Reykjavík, Islàndia, 26 de juny de 1968) és un polític, politòleg, historiador i professor islandès. Actualment després d'haver guanyat les Eleccions Presidencials, s'ha convertit en el President d'Islàndia.

## Biografia
Guðni és el fill del mestre i periodista Margrét Thorlacius i de la monitora esportiva Jóhannes Sæmundsson. El seu germà Patrekur Jóhannesson és un ex jugador de la selecció d'handbol d'Islàndia. Guðni ha jugat a handbol durant la seva joventut (tant a Islàndia com al Regne Unit).
Guðni es va graduar a Reykjavík, el 1987, i va obtenir una llicenciatura en Història i Ciències Polítiques a la Universitat de Warwick a Anglaterra, el 1991, i un mestratge en Història a la Universitat d'Islàndia, el 1997. També ha estudiat alemany i rus a nivell universitari. el 1999, va completar un grau MST en Història a la Universitat d'Oxford. En 2003 va rebre el doctorat Història a la Universitat Queen Mary de Londres.
Jóhannesson, després de guanyar les Eleccions Presidencials de 2016, amb un 37,9% dels vots, quedant per davant de Halla Tómasdóttir que va rebre el 27,9%, i es va convertir en President d'Islàndia l'1 d'agost, succeint en el càrrec al fins ara cap d'Estat, Ólafur Ragnar Grímsson.